# Cubaris benitensis
Cubaris benitensis är en kräftdjursart som beskrevs av Stanley B. Mulaik 1960. Cubaris benitensis ingår i släktet Cubaris och familjen Armadillidae. Inga underarter finns listade i Catalogue of Life.